# たかなししずえ
たかなし しずえ（8月31日 - ）は、日本の漫画家。「たかなし」と「しずえ」との間にハートマークが入っている場合がある。

## 来歴
千葉県鴨川市に生まれ育つ。鴨川第一高等学校（現・鴨川令徳高等学校）卒業。『なかよし』マンガスクールから、1975年、『なかよし』別冊号（講談社）に掲載の「桃太郎よりお星さまへ」でデビュー。 
1978年から1982年まで『なかよし』にて連載された、『おはよう!スパンク』が代表作。この作品はテレビアニメ化・映画化もされ、1981年度・第5回講談社漫画賞を受賞している。
2004年から地元の日刊紙『房日新聞』で4コマ漫画『ぼうちゃんしゅうちゃん日記』を連載開始。2005年時点では、母校の千葉未来高等学校（現・文理開成高等学校）の芸術コース漫画講座で講師を務めた。
2010年1月には、出身地であり居住する鴨川市の同市のイメージキャラクター「たいよう君」「まっつー」「ななちゃん」のデザインを発表。
2010年4月現在『ねこぱんち』、『思い出食堂』（少年画報社）にて執筆している。

## 人物
ペンネームは、『なかよし』や『るんるん』（同）などの少女向け雑誌に掲載された作品では、「たかなし」と「しずえ」との間にハートマークが入っている。その一方で、大人向けの雑誌に掲載された作品では、ペンネームにハートマークは入っていない。
犬や猫が登場する作品が多い。近所でも有名な猫好きであり、自宅のネコと近所のネコを可愛がることを趣味としていたほどである。そのため一時期、空き地だった家の裏によく猫が捨てられていたという。現在飼っている猫のほとんどはその捨て猫達やその子供達である。 

## 作品リスト
2010年4月現在、『るんるん』に掲載された作品は単行本化されていない。
- ポケットいっぱいの夢（『なかよし』1976年8月号、講談社、1976年10月5日第1刷発行、ISBN 4-06-108252-3）
  - 単行本に読切「空色の風船のお話」「ひでくんの手紙」「ねこさんみつけた」「ひまわり咲いた」「風のある日の午後でした」併録。
- こっちむいてスーキー（『なかよし』1976年10月号 - 1976年12月号、1977年2月5日第1刷発行、ISBN 4-06-108265-5）
  - 単行本に読切「魔法のビンづめあ〜げる」「季節はずれのサンタさん」「ジャムおじさんのいぬ」併録。
- ぼくの鈴ちゃん（『なかよし』別冊ふろく、ISBN 4-06-108272-8）
- しあわせ色の風景（『なかよし』、ISBN 4-06-108285-X）
- おはよう!スパンク（原作：雪室俊一、『なかよし』）
  - スパンクのWAOWAO探偵団（はみだし編、『なかよし』別冊ふろく）
- オレンジ通信（『なかよし』1980年2月号 - 1980年6月号、1980年11月5日初版発行、ISBN 4-06-108367-8）
- ほほえみZOOミング（『なかよし』）
  1. ISBN 4-06-108423-2
  2. ISBN 4-06-108435-6
- 秘密のう・ふ・ふ（『なかよし』、ISBN 4-06-108469-0）
- 空ちゃんのぼうし（『なかよし』）
  1. ISBN 4-06-108490-9
  2. ISBN 4-06-178518-4
- 海ちゃんどんな色（『なかよし』）
  1. ISBN 4-06-178546-X
  2. ISBN 4-06-178565-6
  3. ISBN 4-06-178571-0
- おまかせランチ（『なかよし』、ISBN 4-06-178596-6）
- ハートのないしょばなし（『なかよし』、1988年9月6日発行、ISBN 4-06-178613-X）
- くまさんかれんだー（『なかよし』1991年12月号 - 1995年1月号）
- おジャ魔女どれみシリーズ（原作：東堂いづみ、『なかよし』）
- 毎日がにゃんこ日和（『ねこぱんち』、少年画報社、ISBN 978-4-7859-2757-8）
- 新ご出産! まるごと体験コミック（飛鳥新社、2003年、共著）
- ちこちゃん、あーそぼ（『ねこぱんち』、少年画報社）
- しーちゃんのごちそう（『思い出食堂』、少年画報社）
- しーちゃんの青春ごはん（『思い出食堂』、少年画報社)
- しーちゃんとねこ（『ねこぱんち』、少年画報社)